# Фуфэн
Фуфэ́н (кит. упр. 扶风, пиньинь Fúfēng) — уезд городского округа Баоцзи провинции Шэньси (КНР).

## История
Ещё при царстве Цинь в этих местах в 350 году до н. э. были созданы уезды Мэйян (美阳县) и Тайсянь (邰县). Вскоре южная часть уезда Тайсянь была выделена в отдельный уезд Угун (武功县). В эпоху Троецарствия уезды Мэйян и Угун были подчинены округу Фуфэн (扶风郡). При империи Западная Цзинь уезд Угун был переподчинён округу Шипин (始平郡).
При империи Северная Вэй был расформирован уезд Мэйян, а на территории северной части современного уезда Фуфэн и северо-восточной части современного уезда Цишань был создан уезд Чжоучэн (周城县), подчинённый округу Пинцинь (平秦郡). В 485 году был расформирован уезд Угун, а вместо него на территории южной части современного уезда Фуфэн создан уезд Мэйян.
При империи Северная Чжоу в 574 году власти уезда Чжоучэн переехали в Мэйчэн, а прежний административный центр уезда вместе с прилегающей территорией был выделен в отдельный уезд Саньлун (三龙县), который в 596 году был переименован в уезд Цишань.
При империи Тан в 620 году часть уезда Угун в районе посёлка Чаннин была выделена в отдельный уезд Фуфэн, а на месте современного уезда Фуфэн был создан уезд Вэйчуань (湋川县). В 627 году уезд Фуфэн был расформирован, а в 634 году уезд Вэйчуань был переименован в Фуфэн, при этом в районе посёлка Фамэнь был создан отдельный уезд Циян (岐阳县). В 808 году уезд Циян был расформирован.
После того, как эти места были завоёваны чжурчжэнями и в 1127 году вошли в состав чжурчжэньской империи Цзинь, уезд Фуфэн был переименован в Фусин (扶兴县), но затем ему было возвращено прежнее название.
Во время гражданской войны эти места были заняты войсками коммунистов в июле 1949 года. В 1950 году был создан Специальный район Баоцзи (宝鸡专区), и уезд вошёл в его состав. В 1956 году Специальный район Баоцзи был расформирован, и уезд перешёл в прямое подчинение властям провинции Шэньси. В 1958 году уезд Фуфэн был присоединён к уезду Синпин. В сентябре 1961 года Специальный район Баоцзи был создан вновь, и восстановленный уезд Фуфэн вошёл в его состав. В 1969 году Специальный район Баоцзи был переименован в Округ Баоцзи (宝鸡地区). В 1971 году округ Баоцзи был опять расформирован, и уезд перешёл в подчинение властям города Баоцзи. В 1979 году округ Баоцзи был создан вновь, и уезд перешёл в подчинение властям округа.
В 1980 году были расформированы округ Баоцзи и город Баоцзи, и создан Городской округ Баоцзи; уезд вошёл в состав городского округа.

## Административное деление
Уезд делится на 1 уличный комитет и 7 посёлков.